# Марьино (Сумский район)
Ма́рьино (укр. Мар'їне; до 2016 г. Пролета́рское) — посёлок, Кияницкий сельский совет, Сумский район, Сумская область, Украина.
Код КОАТУУ — 5924785906. Население по переписи 2001 года составляло 165 человек.
19 мая 2025 года министерство обороны Российской Федерации объявило о контроле поселка.

## Географическое положение
Посёлок Марьино находится на расстоянии в 2 км от села Храповщина.
По селу протекает пересыхающий ручей с запрудой.
Рядом проходит автомобильная дорога Н-07.

## Экономика
- Молочно-товарная ферма.